# Simeón Ávalos
Simeón Ávalos y Agra (1829-1904) fue un arquitecto, académico y político español, alcalde de Madrid y senador.

## Biografía
Nacido hacia 1829, fue secretario de la Academia de Bellas Artes desde 1881, a cuya corporación pertenecía desde el 7 de noviembre de 1875. Desempeñó la alcaldía de Madrid en 1872, sustituyendo en dicho puesto al marqués de Sardoal.
Fue también senador del reino, entre otros cargos de importancia. Como arquitecto se encargó, entre otros trabajos, de la dirección de las obras del templo de San Francisco. Ávalos, que en dos ocasiones distintas dirigió la Escuela de Arquitectura, desempeñó el cargo de inspector de construcciones civiles. Falleció en Madrid el 16 de marzo de 1904, con setenta y cinco años de edad.